# Limonia sannionis
Limonia sannionis är en tvåvingeart som beskrevs av Alexander 1967. Limonia sannionis ingår i släktet Limonia och familjen småharkrankar.
Artens utbredningsområde är Thailand. Inga underarter finns listade i Catalogue of Life.